# ألبرت وارد (لاعب كريكت)
ألبرت وارد (9 نوفمبر 1896 في المملكة المتحدة - 5 مارس 1979 في جيرزي)  (بالإنجليزية: Albert Ward)‏ هو لاعب كريكت بريطاني (وحمل سابقاً جنسية المملكة المتحدة لبريطانيا العظمى وأيرلندا). لعب مع نادي مقاطعة هامبشاير للكريكت ‏.

## وصلات خارجية
- ألبرت وارد (لاعب كريكت) على موقع إي آس بي آن كريك إنفو (الإنجليزية)